# Pont de Keizersveer
Le pont de Keizersveer est un pont en treillis franchissant la Meuse (le canal de la Meuse de Bergen), dans la province du Brabant-Septentrional, aux Pays-Bas. Le pont porte la route européenne 311 (dite autoroute A27 aux Pays-Bas) reliant l'autoroute A58 à l'autoroute A6.

## Étymologie
Le pont est nommé d'après le ferry Keizersveer qui a maintenu une liaison sur le canal de la Meuse de Bergen lors de l'occupation française dans le cadre de la route de Napoléon dont le tracé suit approximativement celui de l'actuelle autoroute.
Keizersveer signifie Plume de Napoléon en néerlandais. On remarque donc le lien avec l'occupation française. Le ferry doit son nom à un fait historique ; Napoléon Bonaparte emprunta le ferry en 1811 pour visiter les régions néerlandaises annexées par l'empire français.

## Histoire
En 1931,, un pont routier a été construit avant d'être dynamité à plusieurs reprises durant la Seconde Guerre mondiale. Le premier dynamitage a lieu le 13 mai 1940, vers 20h45, par les forces armées néerlandaises alors qu'ils battaient en retraite vers l'ouest du pays. C'est le 31 octobre 1944 que le pont est dynamité une seconde fois mais ici, par les forces armées allemandes,. Le lendemain de ce dynamitage, le pont est dynamité entièrement par les Allemands qui partaient alors en retraite face à l'avancée des alliés depuis l'ouest du pays. Peu de temps après la fin de la guerre, le pont est reconstruit et restauré dans son état d'origine.

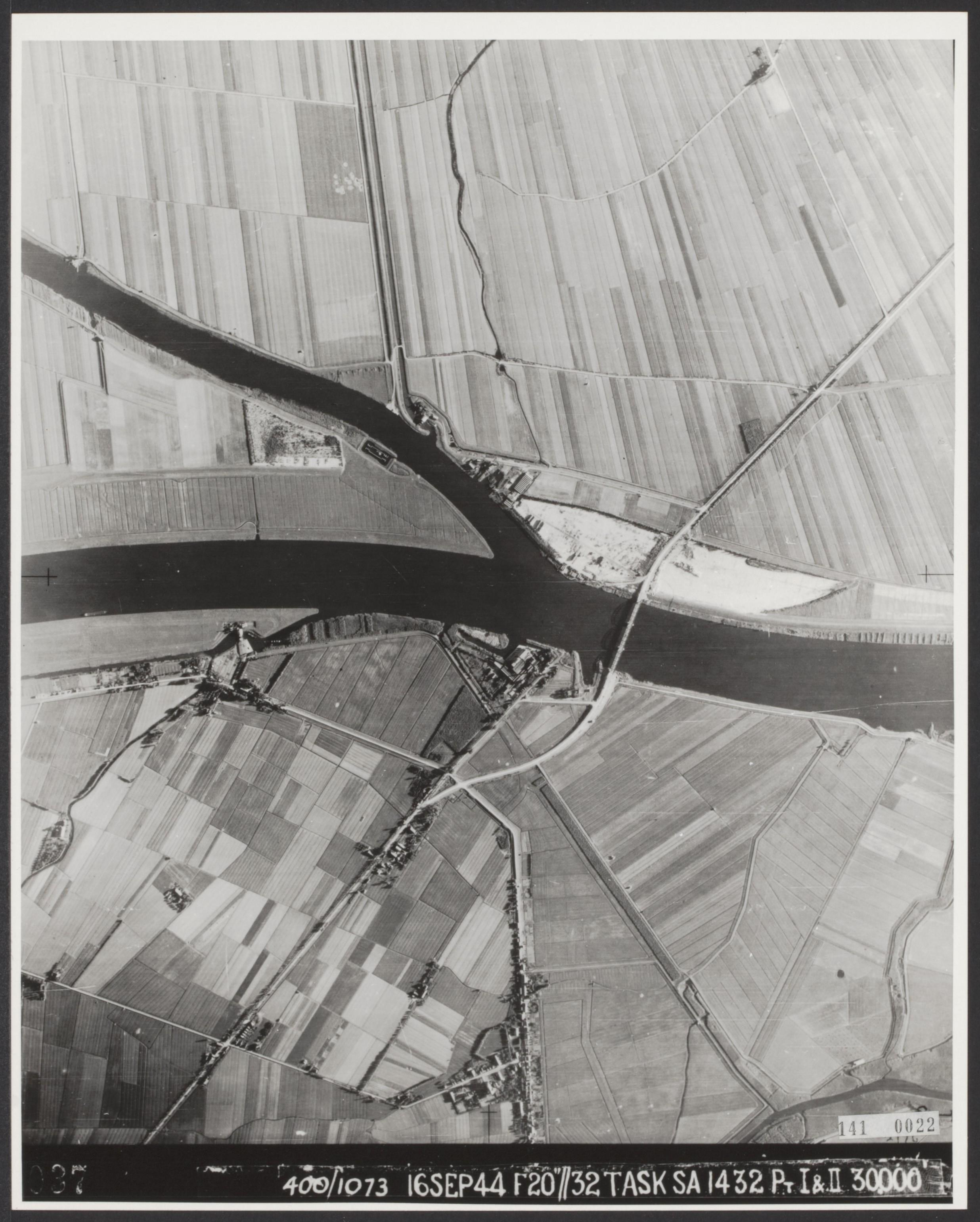
Photo aérienne du pont datant de 1944.

C'est le 6 décembre 1968 que l'autoroute A27 a été inaugurée en tant qu'autoroute à deux voies mais en raison d'une croissance démographique constante et d'un trafic routier de plus en plus important, le pont est rapidement devenu un passage important. C'est pour cette raison que les travées ont été remplacées par six anciennes travées d'un des ponts de Moerdijk (qui ont ensuite été remplacées pour la même raison), dans la fin des années 1970. En 1978, le pont fut rouvert à la circulation après les travaux d'agrandissement des voies.
Jusqu'en 2003, le pont actuel était peint en rouge et blanc mais le pont rencontra un problème de peinture (elle se décollait). Le pont fut rénové. Durant la rénovation, on enleva les anciennes couches de peinture et le pont a été peint entièrement peint en blanc.
Dans l'optique d'agrandir l'autoroute A27 en deux fois trois voies, le pont devrait être remplacé par un pont en béton (entre 2018 et 2023) car celui-ci permettra d'économiser de l'argent sur l'entretien. L'ancien pont devrait être détruit bien qu'il y a quelques années, celui-ci devait être transféré dans un parc comme monument ou dans une ville, comme Amsterdam, mais le pont n'a pas trouvé d'acquéreur.

## Circulation
| Années | Nombre de véhicules |
| ------ | ------------------- |
| 1990   | 62 800              |
| 2001   | 80 200              |
| 2006   | 84 200              |
| 2015   | 84 900              |
| 2019   | 87 600              |